# Fino all'ultimo respiro (EP)
Fino all'ultimo respiro è il secondo EP del cantautore italiano Mameli, pubblicato il 22 novembre 2024.

## Descrizione
L'EP, composto come se fosse un insieme di episodi, contiene un unico filo conduttore che collega ogni singolo con l'altro. Il progetto è accompagnato da video (visual) che non lo limitano ad essere solo musicale ma anche visivo, dando agli ascoltatori una visione più ampia della storia.

## Tracce
Testi e musiche di Mario Castiglione, eccetto dove indicato.
1. Clandestino (S1 E0) – 3:09 (testo: Mario Castiglione, Paolo Antonacci – musica: Mameli, Simone "Simon Says!" Privitera)
2. Mai love (S1 E1) – 2:46 (testo: Mario Castiglione, Lorenzo Fragola, Paolo Antonacci, Samuele Barracco – musica: Mameli, Simon Says!)
3. Okay okay (S1 E2) – 2:55 (testo: Mario Castiglione, Raffaele Esposito – musica: Oscar "Bdope" Inglese)
4. Mezz'ora d'amore (S1 E3) – 2:54 (testo: Mario Castiglione, Lorenzo Fragola, Paolo Antonacci)
5. Dietro le nuvole (S1 E4) – 3:11 (testo: Mario Castiglione, Antonino Costa)